# Embu (Brazilië)
Embu, ook Embu das Artes, is een gemeente in de Braziliaanse staat São Paulo.

## Geschiedenis
De geschiedenis van Embu begon in 1554, met de komst van een groep jezuïeten. Zoals de missieposten in het binnenland van Brazilië, was de primaire doelstelling om de inheemse bevolking te bekeren tot het rooms-katholicisme, in een poging om ze te gebruiken als landarbeiders in de regio. 
In 1607 werd het land van het dorp doorgegeven aan Fernão Dias. In 1690, startte de priester Belchior de Pontes met de bouw van de Igreja do Rosario (de Kerk van de Rozenkrans). In 1760, in opdracht van de Portugese Kroon, werden de Jezuïeten verdreven uit Brazilië vanwege hun inmenging in zaken, zoals het beschermen van bekeerde inboorlingen uit de Bandeiras, die tot doel hadden hen tot slaaf te maken.
De artistieke roeping van de stad begon te profileren in 1937, toen Cássio M'Boy, beeldhouwer van religieuze beelden, in Embu de eerste prijs behaalde op de Internationale Expositie van Technische Kunst van Parijs. Daarvoor was Cássio de professor van een aantal gerenommeerde kunstenaars geweest en illustere vertegenwoordigers van de Modernismo-beweging van 1922, waaronder Anita Malfatti, Tarsila do Amaral, Oswald de Andrade, Menotti Del Picchia, Volpi en Yoshio Takaoka. 
Een van de meest succesvolle leerlingen van Cássio M'Boy was Sakai do Embu, internationaal bekend en een van de grootste Braziliaanse keramiek-beeldhouwers. In 1962, richtte Sakai de Solano Trindade-groep van beeldende kunstenaars op, sterk beïnvloed door de Afro-Braziliaanse kunst en de religieuze traditie van de Yoruba orishahs.
De artistieke traditie van Embu is een instelling met projecten en evenementen, zowel in Brazilië als in het buitenland sinds 1964. De Feira de Artes en Artesanato do Embu (Kunst en Handwerk van Embu) werd gelanceerd in de late jaren 1960 en sinds die tijd trekt het toeristen en inkomsten naar de stad. 
Een van de top Nazi-beulen, Josef Mengele werd begraven in de Nossa Senhora do Rosario-begraafplaats in Embu onder zijn valse identiteit, Wolfgang Gerhard.

## Indruk van Embu

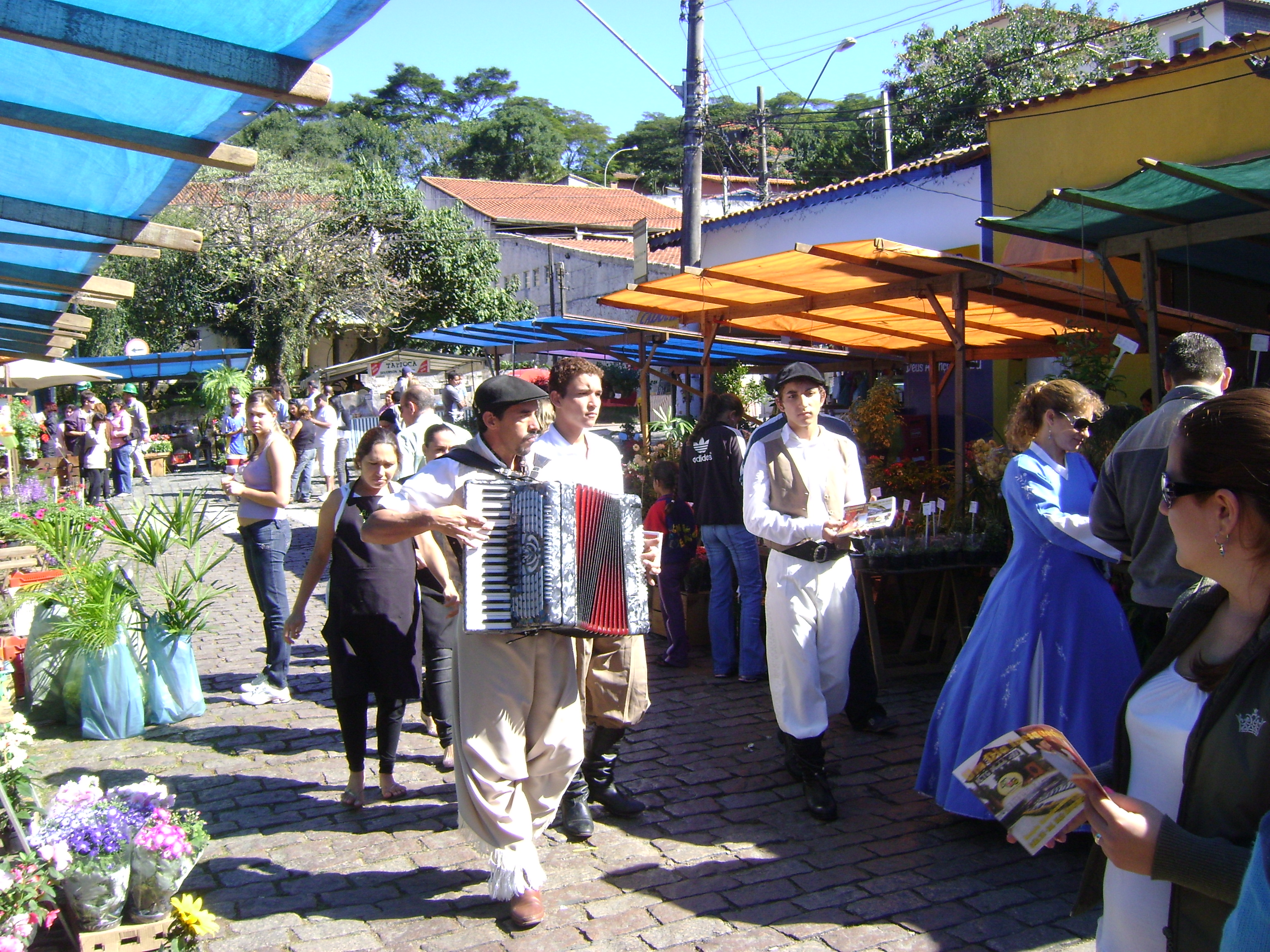
Straat in Embu
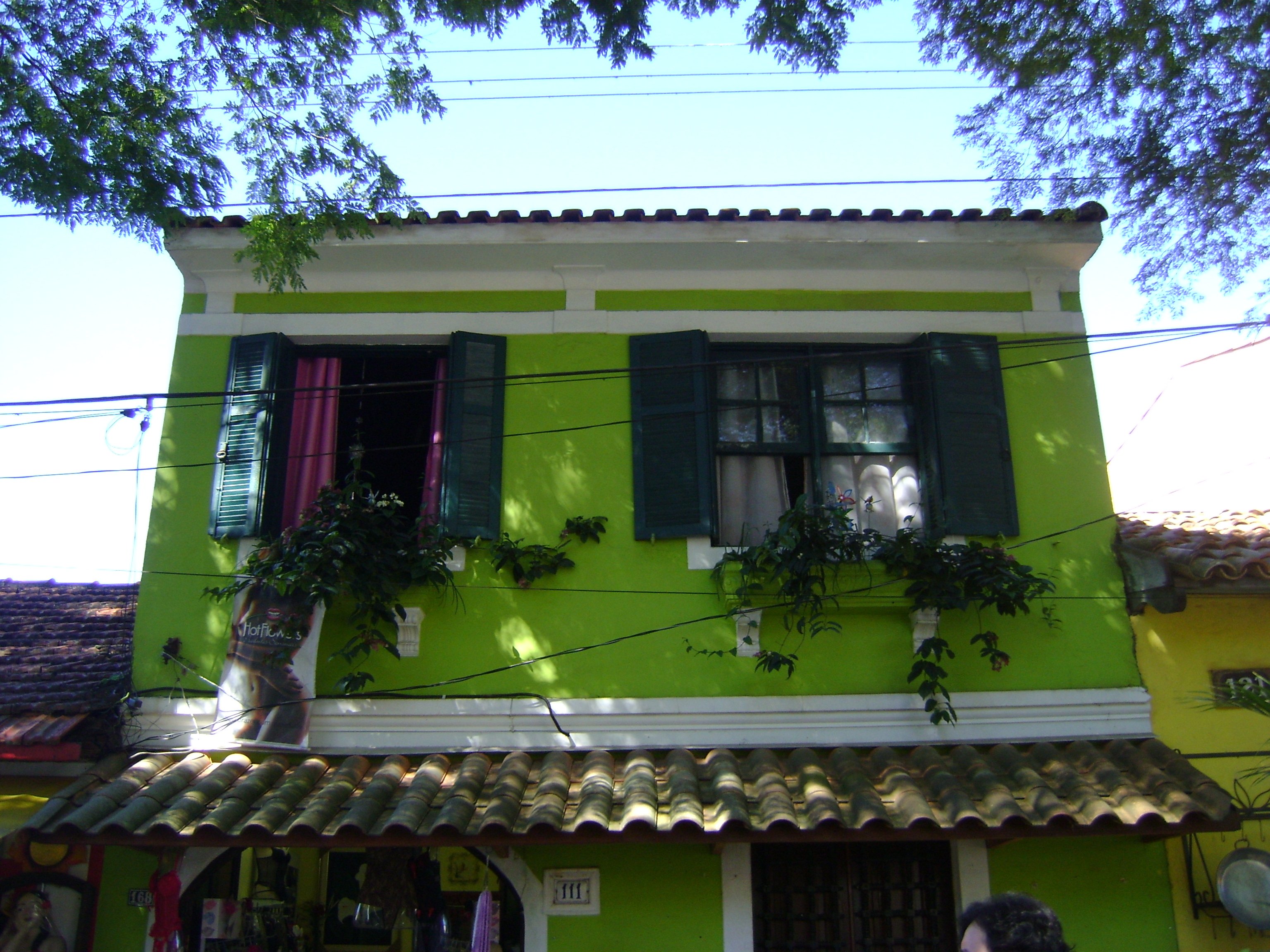
Huis in Embu das artes
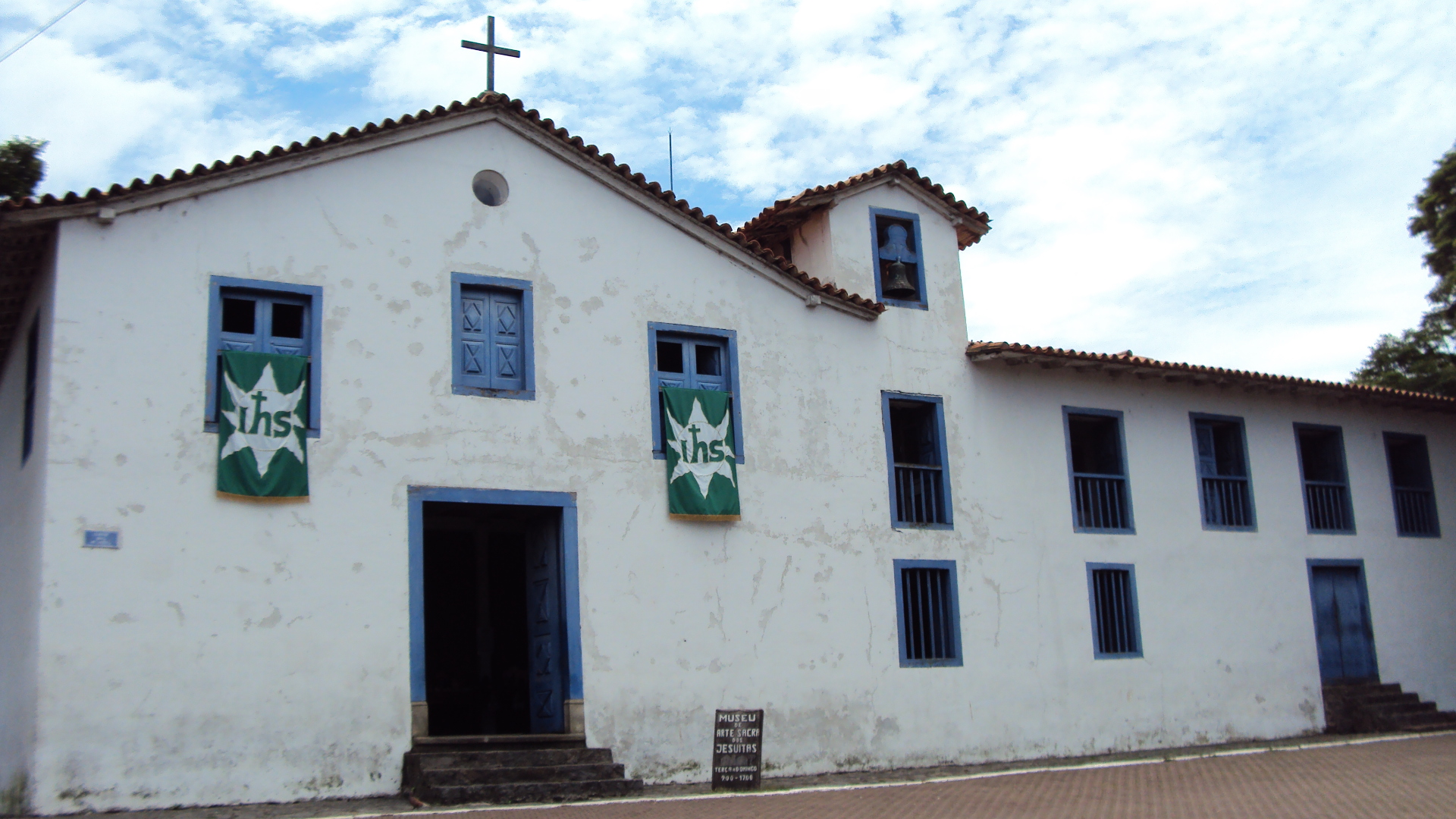
Katholieke kerk Nossa Senhora do Rosário in Embu